# Монно, Анри
Анри Монно (фр. Henri Monnot; 2 июля 1866 года, II округ Парижа, Иль-де-Франс — 23 февраля 1933 года, Сен-Жермен-ан-Ле, Ивелин) — французский торговец и яхтсмен, бронзовый призёр летних Олимпийских игр 1900 года.
Занимался торговлей вышивкой, был вице-президентом Парижского общества парусного спорта. На Олимпиаде 1900 года принял участие в двух гонках среди лодок водоизмещением до 0,5 тонн в парусном спорте на собственной лодке Sarcelle. Вместе с экипажем из Леона Телье и Гастона Кайо, будучи рулевым, он пришёл в первой гонке третьим и во второй четвёртым, выиграв бронзовую медаль. В 1902 году вступил в Яхт-клуб Франции, в том же году основал яхт-клуб в Шату.